# Conflicto territorial en el mar de la China meridional

Mapa de las reivindicaciones en el mar de la China Meridional.

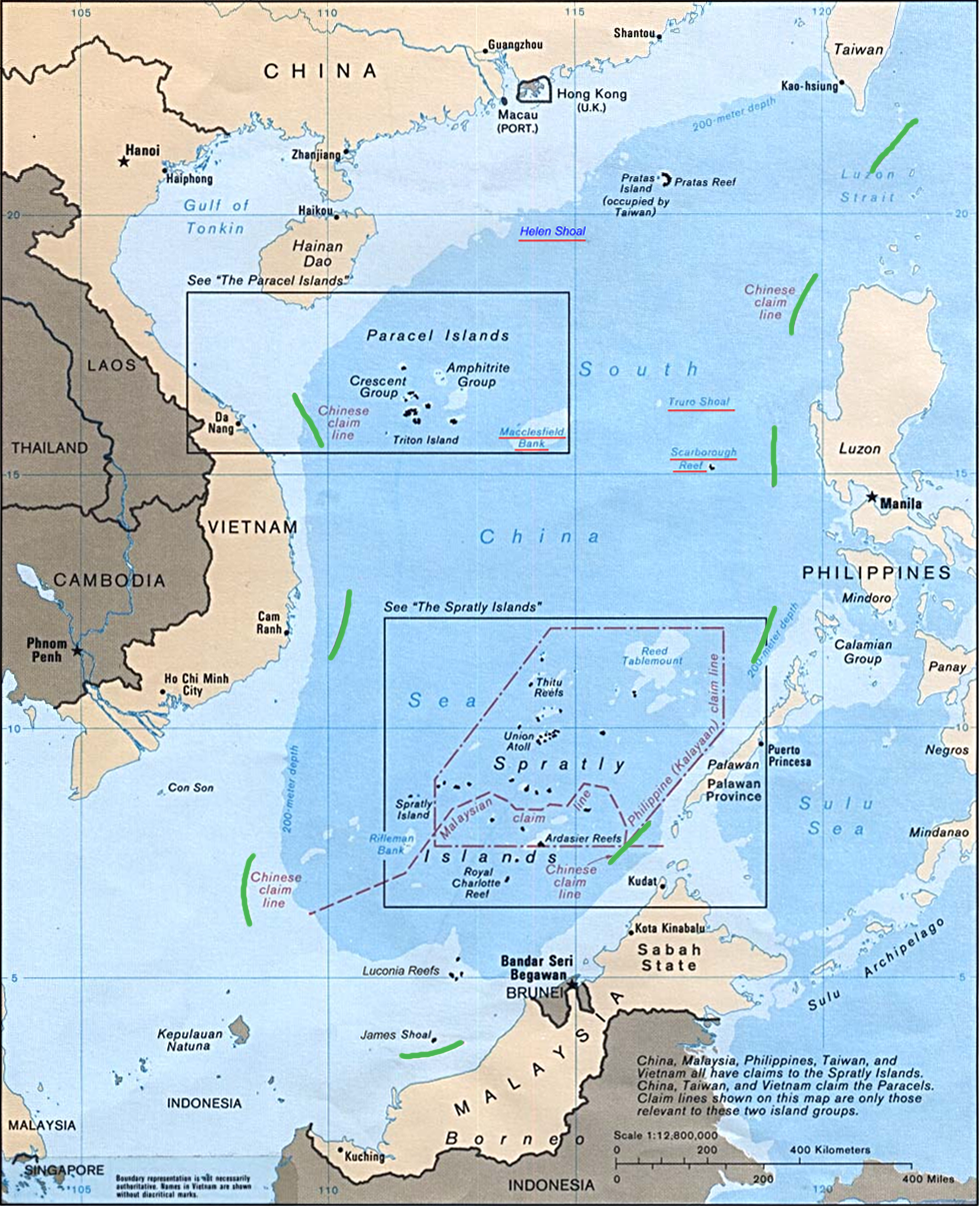
Reclamaciones territoriales en el mar de la China Meridional. China defiende la llamada "Línea de los nueve puntos" (en el mapa mostrado como líneas verdes) y ha construido numerosas islas artificiales para defender sus intereses.

Se conoce con el nombre de conflicto territorial en el mar de la China Meridional a la reivindicación de islotes y archipiélagos de las Islas Paracel e Islas Spratly por parte de la República Popular de China, la República de China, Vietnam, Filipinas, Malasia y Brunéi, de la zona meridional del mar de la China, también denominada de otras maneras según el punto de vista que se lo considere.
Estos islotes y archipiélagos no están habitados, a pesar de la presencia de bases militares que, por otro lado, junto con el comercio, son el eje central del conflicto en cuestión.

## Exposición del conflicto
China reivindica la línea que en los años cuarenta delimitó el antiguo gobierno nacionalista chino y que todos los países vecinos rechazan. Dentro de esta línea se encuentran las islas Paracel, pero sobre todo las islas Spratly, la mayoría islotes de rocas que hoy están en manos de varios países con enfrentamientos militares. La importancia de esta reivindicación es que si fuera aceptada internacionalmente convertiría el mar de la China Meridional en aguas territoriales chinas, y no internacionales como son ahora. Y esto le permitiría a China controlar la navegación de los barcos. Esto implicaría tener el control sobre la mitad del total de toneladas que se mueven en el mundo.
Los otros estados de la zona son completamente contrarios a esta reivindicación, que hasta el 17 de febrero del 2016 era estrictamente diplomática. Por ejemplo, la zona que reivindica la China choca con Singapur en su talante comercial. China, en concreto, mantiene sesenta y un conflictos abiertos con los estados vecinos. Es importante remarcar que hay unos cuántos con los Estados Unidos, por unos islotes que allí poseen, y este hecho puede determinar la gravedad del conflicto. Los norteamericanos se han otorgado el papel de defender la libre circulación de barcos por la zona.
La mitad del tránsito comercial mundial pasa por este corredor, como también la mayor parte del petróleo que consumen los países asiáticos. Si China convirtiera este mar en aguas internas, en vez de aguas internacionales cómo son ahora, su poder sobre el comercio de todo el mundo sería inmenso. Las islas Paracel, al norte, se las disputan unos cuántos países, sobre todo Vietnam y las dos Chinas, pero la presencia militar china es indiscutible. No pasa esto mismo en las Spratly, con la enorme dificultad que ello significa, donde varios países —Vietnam, China continental, Taiwán, Filipinas, Malasia y Brunéi— controlan las islas, islotes y escollos, haciendo que la situación sea todavía mucho más complicada y volátil en términos militares.

## Sentencia de la Corte Permanente de Arbitraje
El martes 12 de julio del 2016, según informa la prensa, la Corte Permanente de Arbitraje de La Haya resolvió que no  había «base legal» en cuanto a la reclamación de la China en la disputa sobre el control del área sobre la que China cree tener derecho (en el mar de la China Meridional), después de una reclamación interpuesta en 2013 por parte de Filipinas sobre la disputa del arrecife Scarborough, que la China ubica dentro de su espacio marítimo. La sentencia dio la razón a Filipinas y, según relataba el diario Ara, «advierte que China está interfiriendo con los derechos de pesca de Manila en el arrecife Scarborough, generando serios riesgos de colisión con los barcos de su vecino».
Sin embargo, el gobierno chino respondió rechazando la sentencia, diciendo que no reconocía la legitimidad del tribunal porque no tiene en cuenta elementos históricos. Según informaba el diario Ara, la prensa china reprochaba una campaña de los EE. UU. contra la emergencia de China. Las Filipinas, empero, reaccionaron reclamando a China «contención» en cuanto a sus acciones en el mar de la China, mientras que Japón advirtió al gobierno chino que el tribunal es «vinculante» y la sentencia «definitiva».

### Disputa territorial
| Islas Paracel                 |                                  |                         |      |                                                                                |
| Grupo de Anfítritas           | Grupo de Anfítritas              | República Popular China | 1956 | • República Popular China • República de China • Vietnam                       |
| Grupo de la Media Luna        | Grupo de la Media Luna           | República Popular China | 1974 | • República Popular China • República de China • Vietnam                       |
| Islas Spratly                 |                                  |                         |      |                                                                                |
| North Danger                  | Cayo Southwest                   | Vietnam                 | 1975 | • República Popular China • República de China • Filipinas • Vietnam           |
| North Danger                  | South Reef                       | Vietnam                 | 1988 | • República Popular China • República de China • Filipinas • Vietnam           |
| North Danger                  | Cayo Noreste                     | Filipinas               | 1968 | • República Popular China • República de China • Filipinas • Vietnam           |
| Thitu                         | Thitu                            | Filipinas               | 1968 | • República Popular China • República de China • Filipinas • Vietnam           |
| Arrecife Subi                 | Arrecife Subi                    | República Popular China | 1988 | • República Popular China • República de China • Filipinas • Vietnam           |
| Banco Loalita                 | Loaita                           | Filipinas               | 1968 | • República Popular China • República de China • Filipinas • Vietnam           |
| Banco Loalita                 | Cayo Lankiam                     | Filipinas               | 1968 | • República Popular China • República de China • Filipinas • Vietnam           |
| Banco Loalita                 | Loaita Nan                       | Filipinas               | 1968 | • República Popular China • República de China • Filipinas • Vietnam           |
| Banco Loalita                 | Loaita Cay                       | Filipinas               | 1968 | • República Popular China • República de China • Filipinas • Vietnam           |
| Arrecife Menzies              |                                  | Filipinas               | 1968 | • República Popular China • República de China • Filipinas • Vietnam           |
| Arrecife Irving               |                                  | Filipinas               | 1968 | • República Popular China • República de China • Filipinas • Vietnam           |
| West York                     |                                  | Filipinas               | 1968 | • República Popular China • República de China • Filipinas • Vietnam           |
| Banco Tizard                  | Isla Taiping                     | República de China      | 1956 | • República Popular China • República de China • Filipinas • Vietnam           |
| Banco Tizard                  | Arrecife Zhongzhou               | República de China      | 1956 | • República Popular China • República de China • Filipinas • Vietnam           |
| Banco Tizard                  | Isla Namyit                      | Vietnam                 | 1975 | • República Popular China • República de China • Filipinas • Vietnam           |
| Banco Tizard                  | Cayo Sand                        | Vietnam                 | 1974 | • República Popular China • República de China • Filipinas • Vietnam           |
| Banco Tizard                  | Arrecife Petley                  | Vietnam                 | 1988 | • República Popular China • República de China • Filipinas • Vietnam           |
| Banco Tizard                  | Arrecife Eldad                   | Vietnam                 | 1988 | • República Popular China • República de China • Filipinas • Vietnam           |
| Banco Tizard                  | Arrecife Gaven                   | República Popular China | 1992 | • República Popular China • República de China • Filipinas • Vietnam           |
| Banco Tizard                  | Arrecife Gaven Sur               | República Popular China | 1992 | • República Popular China • República de China • Filipinas • Vietnam           |
| Arrecife Western              |                                  | República Popular China | 1992 | • República Popular China • República de China • Filipinas • Vietnam           |
| Arrecife Discovery Great      | Arrecife Discovery Great         | Vietnam                 | 1988 | • República Popular China • República de China • Filipinas • Vietnam           |
| Nanshan                       | Nanshan                          | Filipinas               | 1968 | • República Popular China • República de China • Filipinas • Vietnam           |
| Isla Plana                    |                                  | Filipinas               | 1968 | • República Popular China • República de China • Filipinas • Vietnam           |
| Arrecife de Fiery Cross       | Arrecife de Fiery Cross          | República Popular China | 1988 | • República Popular China • República de China • Filipinas • Vietnam           |
| Banco de la Unión             | Arrecife Johnson del Sur         | República Popular China | 1988 | • República Popular China • República de China • Filipinas • Vietnam           |
| Banco de la Unión             | Arrecife Kennan                  | República Popular China | 1988 | • República Popular China • República de China • Filipinas • Vietnam           |
| Banco de la Unión             | Arrecife Collins                 | Vietnam                 | 1974 | • República Popular China • República de China • Filipinas • Vietnam           |
| Banco de la Unión             | Isla Sin Cowe                    | Vietnam                 | 1974 | • República Popular China • República de China • Filipinas • Vietnam           |
| Banco de la Unión             | Arrecife Grierson                | Vietnam                 | 1978 | • República Popular China • República de China • Filipinas • Vietnam           |
| Banco de la Unión             | Arrecife Lansdowne               | Vietnam                 | 1988 | • República Popular China • República de China • Filipinas • Vietnam           |
| Arrecife Mischief             | Arrecife Mischief                | República Popular China | 1995 | • República Popular China • República de China • Filipinas • Vietnam           |
| Arrecifes London              | Arrecife West London             | Vietnam                 | 1988 | • República Popular China • República de China • Filipinas • Vietnam           |
| Arrecifes London              | Arrecife West London East Island | Vietnam                 | 1988 | • República Popular China • República de China • Filipinas • Vietnam           |
| Arrecifes London              | Arrecife Central                 | Vietnam                 | 1988 | • República Popular China • República de China • Filipinas • Vietnam           |
| Arrecifes London              | Arrecife Este                    | Vietnam                 | 1988 | • República Popular China • República de China • Filipinas • Vietnam           |
| Arrecifes London              | Arrecife Cuarteron               | República Popular China | 1988 | • República Popular China • República de China • Filipinas • Vietnam           |
| Banco de arena Ayungin        | Banco de arena Ayungin           | Filipinas               | 1968 | • República Popular China • República de China • Filipinas • Vietnam           |
| Banco Royal Captain           |                                  | Filipinas               | 1968 | • República Popular China • República de China • Filipinas • Vietnam           |
| Banco Sabina                  |                                  | Filipinas               | 1968 | • República Popular China • República de China • Filipinas • Vietnam           |
| Arrecife Cornwallis South     | Arrecife Cornwallis South        | Vietnam                 | 1988 | • República Popular China • República de China • Filipinas • Vietnam           |
| Arrecife Tennent              |                                  | Vietnam                 | 1988 | • República Popular China • República de China • Filipinas • Vietnam           |
| Arrecife Alison               |                                  | Vietnam                 | 1988 | • República Popular China • República de China • Filipinas • Vietnam           |
| Arrecife Pearson              |                                  | Vietnam                 | 1988 | • República Popular China • República de China • Filipinas • Vietnam           |
|                               |                                  |                         |      |                                                                                |
| Atolón Half Moon              | Atolón Half Moon                 | Filipinas               | 1968 | • República Popular China • República de China • Filipinas                     |
| Atolón Northeast Investigator |                                  | Filipinas               | 1968 | • República Popular China • República de China • Filipinas                     |
|                               |                                  |                         |      |                                                                                |
| Atolón Investigator           | Atolón Investigator              | Malasia                 | 1986 | • República Popular China • República de China • Filipinas • Malasia • Vietnam |
| Arrecife Erica                |                                  | Malasia                 | 1986 | • República Popular China • República de China • Filipinas • Malasia • Vietnam |
| Arrecife Mariveles            |                                  | Malasia                 | 1986 | • República Popular China • República de China • Filipinas • Malasia • Vietnam |
| Arrecife Barque Canadá        | Arrecife Barque Canadá           | Vietnam                 | 1987 | • República Popular China • República de China • Filipinas • Malasia • Vietnam |
| Cayo Amboyna                  | Cayo Amboyna                     | Vietnam                 | 1975 | • República Popular China • República de China • Filipinas • Malasia • Vietnam |
| Arrecife Commodore            | Arrecife Commodore               | Filipinas               | 1968 | • República Popular China • República de China • Filipinas • Malasia • Vietnam |
|                               |                                  |                         |      |                                                                                |
| Arrecife Swallow              | Arrecife Swallow                 | Malasia                 | 1983 | • República Popular China • República de China • Malasia • Vietnam             |
| Arrecife Ardasier             | Arrecife Ardasier                | Malasia                 | 1986 | • República Popular China • República de China • Malasia • Vietnam             |
| Arrecife Dallas               |                                  | Malasia                 | 1986 | • República Popular China • República de China • Malasia • Vietnam             |
|                               |                                  |                         |      |                                                                                |
| Isla Spratly                  | Isla Spratly                     | Vietnam                 | 1974 | • República Popular China • República de China • Vietnam                       |
| Arrecife Ladd                 |                                  | Vietnam                 | 1974 | • República Popular China • República de China • Vietnam                       |
| Arrecife Grainger             |                                  | Vietnam                 | 1974 | • República Popular China • República de China • Vietnam                       |
| Arrecife Prince Consort       |                                  | Vietnam                 | 1974 | • República Popular China • República de China • Vietnam                       |
| Banco Vanguardia              |                                  | Vietnam                 | 1974 | • República Popular China • República de China • Vietnam                       |
|                               |                                  |                         |      |                                                                                |
| Bombay Castle                 | Bombay Castle                    | Vietnam                 | 1974 | • Brunéi • República Popular China • República de China • Vietnam              |
|                               |                                  |                         |      |                                                                                |
| Arrecife Louise               | Arrecife Louise                  | Malasia                 | 1984 | • Brunéi • República Popular China • República de China • Malasia              |